# ネヴィル・サウスオール
ネヴィル・サウスオール（Neville Southall MBE, 1958年9月16日 -）は、ウェールズの元サッカー選手、サッカー指導者。ポジションはGK。全盛期には世界で最も優秀なGKもしくはその一人と考えられていた。

## 経歴
サウスオールはプロ選手としての経歴を開始するまではセミプロの選手として、ウェイターや煉瓦職人として生計を立てていた。そして1980年にイングランドのベリーFCへ入団すると頭角を現し、1年後の1981年にエヴァートンFCへ移籍した。エヴァートンでは中心選手として長きに渡って正GKを務め、フットボールリーグ優勝2回（1985年、1987年）、FAカップ優勝2回（1984年、1995年）、UEFAカップウィナーズカップ優勝1回（1985年）に貢献した。サウスオールは1998年までの17シーズンの間に、チーム歴代最多のリーグ通算578試合に出場(通算では750試合に出場した。)、また1985年にはFWA年間最優秀選手賞を受賞、1997年には大英帝国勲章が贈られた。
1998年にエヴァートンを退団後は下部リーグに所属する複数のクラブを渡り歩き、2001年に在籍したドーバー・アスレティックでは選手兼任監督を務め、翌2002年に現役を引退した。
ウェールズ代表としては1982年から1997年の間に国際Aマッチ92試合に出場したが、FIFAワールドカップやUEFA欧州選手権などの国際大会への出場は叶わなかった。

## 個人タイトル
- FWA年間最優秀選手賞 1回（1985年）
- BBCウェールズ年間最優秀スポーツ選手賞 1回（1995年）
- 20世紀の偉大なサッカー選手100人　96位（ワールドサッカー誌選出　1999）